# Roman Simakov
Roman Nikolajevitsj Simakov (Russisch: Роман Николаевич Симаков) (Kemerovo, 28 maart 1984 – Jekaterinenburg, 8 december 2011) was een Russisch bokser.
Simakov begon zijn bokscarrière in 2008. Hij won 19 van zijn 22 gevechten. Op 5 december 2011 vocht hij voor de Aziatische WBC-titel tegen zijn landgenoot Sergej Kovaljov. In de zevende ronde werd hij knockout geslagen. Simakov raakte in een coma en overleed drie dagen later.